# Puig Pení
Puig Pení är ett berg i Spanien.   Det ligger i provinsen Província de Girona och regionen Katalonien, i den östra delen av landet, 600 km öster om huvudstaden Madrid. Toppen på Puig Pení är 606 meter över havet, eller 328 meter över den omgivande terrängen. Bredden vid basen är 5,1 km.
Terrängen runt Puig Pení är kuperad åt nordväst, men åt sydost är den platt. Havet är nära Puig Pení åt sydost. Närmaste större samhälle är Roses, 6,0 km väster om Puig Pení. 